# Войнова Євгенія Іванівна
В 2024 році заснувала Академію Мільйонерів, яку очолила як ректор з метою об'єднання експертів онлайн освітнього ринку і всіх бажаючих розвиватись в напрямку до своїх мільйонів.   
В 2023 році створила стартап з ІТ фахівцями GTeamJob по розробці бізнес-гри, яка б задовольняла потреби в спілкуванні, оздоровленні, розвагах, зайнявши позицію президента і ідеолога. Та в кінці 2023 року стартап був поставлений на паузу на невизначений час.   
В 2021 році почала новий підприємницький шлях, пов'язаний з концепцією об'єднання людей в міжнародному масштабі через концепцію базових споживчих потреб у співпраці з німецьким виробником LR health and beauty. Завдяки цьому познайомилась і опанувала навички онлайн розвитку.   

Науковий шлях становлення пройшла в Одеському національному університеті імені І.І. Мечникова на кафедрі світового господарства і міжнародних економічних відносин. Пройшла навчальний шлях студентки, випустившись з червоними дипломами бакалавра і спеціаліста, аспіранта, з захищенням кандидатської дисертації і присвоєнням ступеня кандидата економічних наук, докторантури. Науково-викладацька кар'єра: асистент кафедри, старший викладач, доцент кафедри зі званням доцента кафедри. Кар'єра була призупинена через пандемію в 2021 році. 

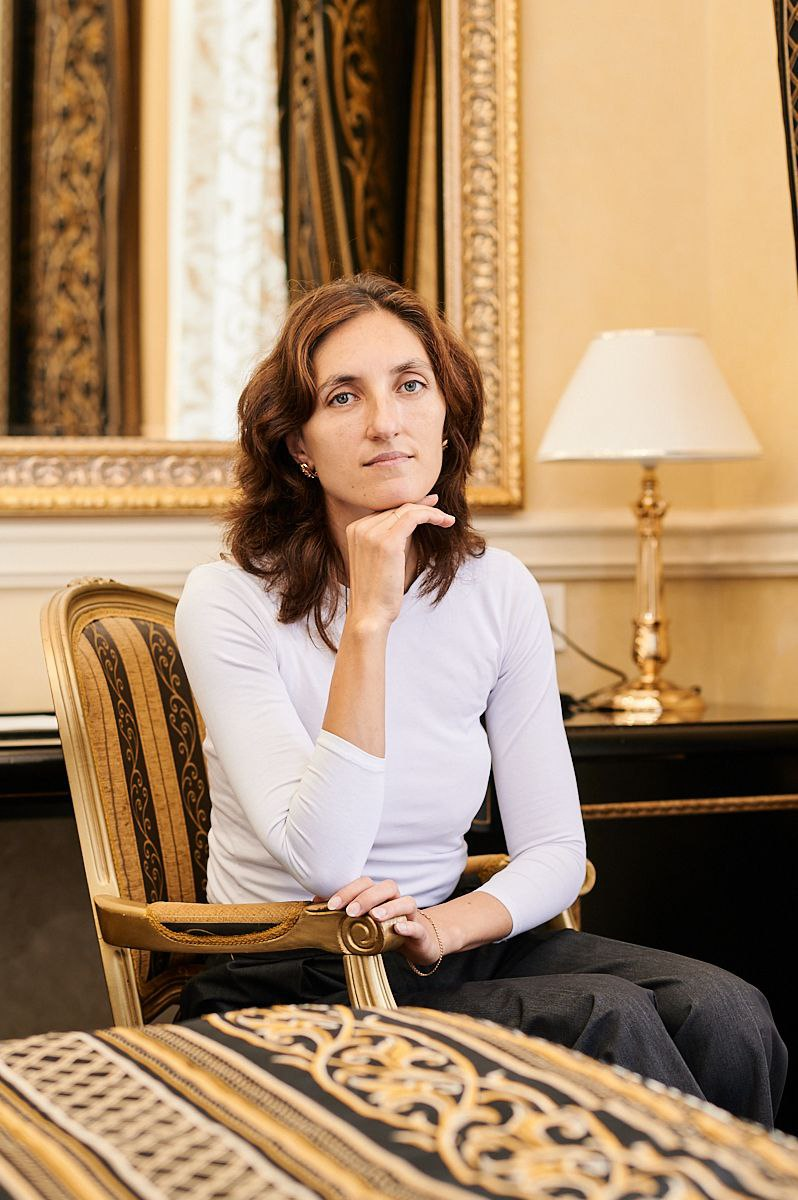
фото 16 жовтня 2023 року, Одеса

Войнова Євгенія Іванівна (нар. 23 квітня 1984, Одеса) — науковиця, дослідниця, інноваторка, підприємниця.